# Dompnac
Dompnac é uma comuna francesa na região administrativa de Auvérnia-Ródano-Alpes, no departamento de Ardèche. Estende-se por uma área de 16,12 km². Em 2010 a comuna tinha 60 habitantes (densidade: 3,7 hab./km²).